# Seznam prvních dam Itálie
Choť prezidenta Italské republiky (italsky: Consorte del presidente della Repubblica Italiana; někdy známá prostě jako Donna) je první dáma Itálie. Často hraje protokolární roli v Kvirinálském paláci a během oficiálních návštěv.
Je-li prezident republiky svobodný nebo ovdovělý, může povinnosti choti vykonávat jiná osoba, jako v případě úřadujícího prezidenta Sergia Mattarella, který tři roky před nástupem do úřadu v roce 2015 ovdověl. Neoficiální pozici první dámy tak v současnosti zastává jeho dcera Laura Mattarellaová.

## Seznam

### Manželky prezidentů
| Pořadí | Jméno                             | Portrét | Prezident            | Období    |
| ------ | --------------------------------- | ------- | -------------------- | --------- |
| 1      | Ida Pellegriniová (1885–1968)     |         | Luigi Einaudi        | 1948–1955 |
| 2      | Carla Bissatiniová (1912–1993)    |         | Giovanni Gronchi     | 1955–1962 |
| 3      | Laura Carta Caprinová (1896–1977) |         | Antonio Segni        | 1962–1964 |
| 4      | Vittoria Michittová (* 1928)      |         | Giovanni Leone       | 1971–1978 |
| 5      | Carla Voltolinaová (1921–2005)    |         | Sandro Pertini       | 1978–1985 |
| 6      | Giuseppa Siguraniová (1936–2018)  |         | Francesco Cossiga    | 1985–1992 |
| 7      | Franca Pillaová (* 1920)          |         | Carlo Azeglio Ciampi | 1999–2006 |
| 8      | Clio Maria Bittoniová (1934–2024) |         | Giorgio Napolitano   | 2006–2015 |

### Dcery prezidentů
| Pořadí | Jméno                         | Portrét | Prezident            | Období     |
| ------ | ----------------------------- | ------- | -------------------- | ---------- |
| —      | Ernestina Saragatová (* 1928) |         | Giuseppe Saragat     | 1964–1971  |
| —      | Marianna Scalfarová (* 1944)  |         | Oscar Luigi Scalfaro | 1992–1999  |
| —      | Laura Mattarellaová (* 1967)  |         | Sergio Mattarella    | 2015–dosud |